# Руска трета лига
Руската трета лига е четвъртата по сила дивизия в руския футбол. В лигата са участвали както професионални, така и аматьорски клубове. Тя съществува между 1994 и 1997 г. и се е състояла от шест зони. През 1997 те са намалени на 5. В нея са играли и дублиращите отбори на грандовете, но не са имали право да се класират във Втора лига. През 1998 най-добрите отбори са включени във Втора дивизия, а останалите – в любителската лига.